# 巴爾韋德縣 (德克薩斯州)
巴爾韋德縣（英語：Val Verde County）是美國德克薩斯州西南部的一個縣，南隔格蘭德河與墨西哥相望。面積8,372平方公里。根據美國2000年人口普查，共有人口44,856人。縣治德爾里奧（Del Rio）。
成立於1885年。縣名是西班牙語，意思是「綠色的谷地」，以紀念美國內戰中一場戰役（發生於新墨西哥準州，結果南軍取勝）。